# NBA FAST BREAK
NBA FAST BREAK（NBAファストブレイク）は、米国のスポーツテレビ局ESPNで放送されているNBA情報番組である。
スポーツ情報番組「The Trifecta」内のコーナーとして放送されている。

## 日本での放送
日本では、1995年10月2日（1日深夜）から1998年3月30日（29日深夜）までテレビ朝日にて月曜 0:30 - 1:00（日曜深夜、日本時間）に放送されていた。

### 出演者
- 田畑祐一（テレビ朝日アナウンサー）
- 大熊英司（同上）
- 下平さやか（同上）
- 星野マヤ
- 長井律子
- 天尾嘉宏

### オープニングテーマ
- MANISH「この一瞬という永遠の中で」
- ZYYG「Something」

### エンディングテーマ
- WANDS「Same Side」
- TWINZER「Lazy」
- spAed「Soul Love」
- TWINZER「Don't lose Your way」
- ROUAGE「冷たい太陽」
- TWO-MIX「LIVING DAYLIGHTS」